# シドラ湾
シドラ湾（シドラわん、アラビア語:خليج سرت、英語:Gulf of Sidra）とは、地中海に面したリビア北岸の湾である。シドラ湾の名は湾奥にある港町で石油積出基地としても知られるシドラ（Sidra, Sidr）の町に由来する。湾岸にはシルテ（スルト）の町があり、シルテ湾（スルト湾）とも呼ばれる。シドラ湾は古典古代には大シルティス（Syrtis Major、現在のチュニジアにあった小シルティスとの区別のため「大」をつけられた）と呼ばれていた。
シドラ湾ではマグロが重要な漁業資源となっている。

## 領有権の主張
リビアの主張では、北緯32度30分を湾口閉鎖線とするシドラ湾全体がリビアの領海（歴史的湾）であり、さらに62海里の漁業専管水域を有する、としている。
米国は、この領有権の主張は認められるものではなく、沿岸から12海里（22.2km）の一般的な領海が認められるに過ぎない、と考えている。しかしリビアは、沿岸だけでなく湾全体が領海であると考えている。1973年にリビアの指導者ムアンマル・アル＝カッザーフィーがこの閉鎖線を「死のライン（The Line of Death）」と呼び、領有権を主張した。シドラ湾の領有権問題に端を発する1981年のシドラ湾事件では、米軍のF-14戦闘機2機によって、リビアのSu-22戦闘機2機が撃墜された。
ドイツでのディスコ爆破事件に対する報復として行なわれた1986年のリビア爆撃では、シドラ湾で米空軍のF-111戦闘爆撃機が撃墜され、乗員2名が死亡した。1989年のシドラ湾事件では、米軍機に攻撃を試みようとしたと思われるリビアのMiG-23戦闘機2機が、1981年の事件と同様に撃墜された。この交戦で、ミグ機はミサイル攻撃を受け、乗員が死亡した。